# (5957) Irina
(5957) Irina est un astéroïde de la ceinture principale.

## Description
(5957) Irina est un astéroïde de la ceinture principale. Il fut découvert le 11 mai 1988 à l'Observatoire Palomar par Carolyn S. Shoemaker et Eugene M. Shoemaker. Il présente une orbite caractérisée par un demi-grand axe de 3,23 UA, une excentricité de 0,11 et une inclinaison de 22,9° par rapport à l'écliptique.

## Compléments